# Facultad de Educación, Economía y Tecnología de la Universidad de Granada en Ceuta
La Facultad de Educación, Economía y Tecnología de Ceuta es un centro docente universitario perteneciente a la Universidad de Granada, siendo una de las dos facultades que conforman el Campus Universitario de Ceuta de la Universidad de Granada.

## Reseña histórica
Su origen se remonta a la Escuela Normal de Magisterio, creada en 1935 durante la Segunda República. Posteriormente se fueron añadiendo diversos estudios hasta que finalmente se adscribe a la Universidad de Granada, conformando el actual Campus Universitario de Ceuta.
En el año 2013 la facultad se trasladó a un nuevo edificio de moderna construcción situado en el centro de la ciudad. Este edificio es compartido con la Facultad de Ciencias de la Salud de Ceuta, también perteneciente a la Universidad de Granada, con el centro asociado de la UNED en Ceuta y con el Instituto de Idiomas de Ceuta.

## Docencia
Actualmente en la Facultad de Educación, Economía y Tecnología de la Universidad de Granada se imparten los siguientes estudios universitarios oficiales:
- Grado en Maestro de Educación Infantil
- Grado en Maestro de Educación Primaria
- Grado en Educación Social
- Grado en Ingeniería Informática
- Grado en Administración y Dirección de Empresas
- Máster Universitario Oficial en Innovación y Mejora en Atención a la Diversidad (MIMAD)
- Máster Universitario en Tecnologías para la Investigación de Mercados y Marketing
- Máster Universitario en Formación del Profesorado en ESO y Bachillerato. Especialidades en:
  - Formación y Orientación Laboral
  - Arte e Historia
  - Química y Procesos Sanitarios
  - Ciencia y Tecnología
  - Lengua Extranjera
  - Economía, Empresa y Comercio

- Doctorado: Modelos de Enseñanza-Aprendizaje y Desarrollo de las Instituciones Educativas.

## Departamentos Docentes
Administración y Dirección de Empresas:
- Comercialización e Investigación de Mercados
- Derecho del Trabajo y de la Seguridad Social
- Derecho Financiero y Tributario
- Derecho Mercantil y Derecho Romano
- Economía financiera y contabilidad
- Economía Internacional y de España
- Estadística e investigación operativa
- Métodos cuantitativos para la economía y la empresa
- Organización de empresas

Educación:
- Didáctica de la Expresión Musical, Plástica y Corporal
- Didáctica de la Lengua y la Literatura
- Didáctica de la Matemática
- Didáctica de las Ciencias Experimentales
- Didáctica de las Ciencias Sociales
- Didáctica y Organización Escolar
- Educación Física y Deportiva
- Historia Antigua
- Métodos de Investigación y Diagnóstico en Educación
- Pedagogía
- Personalidad, Evaluación y Tratamiento Psicológico
- Psicología Evolutiva y de la Educación
- Psicología Experimental
- Sociología
- Zoología

Ingeniería informática:
- Álgebra
- Arquitectura y Tecnología de Computadores
- Ciencias de la Computación e Inteligencia Artificial
- Electrónica y tecnología de computadores
- Lenguajes y sistemas informáticos
- Teoría de la Señal, Telemática y Comunicaciones